# 郭青 (1927年)
郭青（1927年3月—），男，江苏如皋人，中国诗人、《上海文学》雜誌编审、上海文学艺术院首任常务副院长。喜用母語江淮官話如皋話朗誦辛亥革命家苏曼殊的詩作，尤其於1988年至1991年上海市文联、上海文学艺术院连续举办三届“中国古典文学读书班”，由姜彬和郭青主講，學生認為要求甚严、规格甚高。
本科毕业于中国新闻学院。1945年开始发表诗歌散文短篇小说。曾任上海劳动报记者、编辑和《上海文学》编辑和上海文学艺术院首任常务副院长。现为上海市文联首席顾问，中国国际文艺家协会学术委员和名誉理事。中国散文诗学会顾问，世界教科文卫组织专家成员，中国书画艺术委员会艺术委员，《中华百年来优秀诗词选》、《华夏百年词苑英华》顾问等。郭青是多位文化界名人的責任編輯，包括王蒙（原中國文化部部长）、贾平凹（陕西省作家协会副主席）、周嘉俊的小說等。